# Termy Szaflary
Die Termy Szaflary ist ein im Jahr 2008 eröffnetes Thermalbad in Szaflary am Fuße der polnischen Hohen Tatra in der Region Podhale in der Woiwodschaft Kleinpolen, dem Powiat Nowotarski und der Gemeinde Szaflary. Es liegt ungefähr fünfzehn Kilometer nördlich des Stadtzentrums von Zakopane unweit der Landesstraße Zakopianka (DK47), die Zakopane mit Krakau verbindet, sowie der Bahnstrecke Zakopane–Krakau. Der nächstgelegene Bahnhof befindet sich in Biały Dunajec. Unmittelbar in der Nähe der Termy Szaflary sind 2014 die Termy Gorący Potok entstanden.

## Beschreibung
Die Region Podhale am Fuße der Tatra ist reich an Thermalquellen. Hier ist das Vorkommen von Thermalquellen am dichtesten in Polen und mit am dichtesten in Europa. Die unterirdischen Thermalgewässer reichen von Podhale bis in die Slowakei und nach Budapest in Ungarn. Die Nutzung der Thermalquellen in Polen hat jedoch erst am Anfang des 21. Jahrhunderts begonnen. Die Termy Szaflary ist eine der vielen Thermen, die in den letzten Jahren in Podhale entstanden sind.
Das mineralhaltige Thermalwasser wird aus einem Bohrloch gefördert. Die Wassertemperatur schwankt je nach Becken zwischen 30 und 38 °C. Es wird aufgrund seines Mineralgehalts zu medizinischen Zwecken genutzt.
Das Thermalbad hat insgesamt vier Becken, Wasserrutschen sowie einen Sauna- und SPA-Bereich. Zu den Thermen gehört auch ein Luxushotel. Das Thermalbad liegt unmittelbar am Gebirgsfluss Biały Dunajec.